# Liochthonius longipilus
Liochthonius longipilus är en kvalsterart som först beskrevs av Womersley 1945.  Liochthonius longipilus ingår i släktet Liochthonius och familjen Brachychthoniidae. Inga underarter finns listade i Catalogue of Life.